# Georges Leclanché

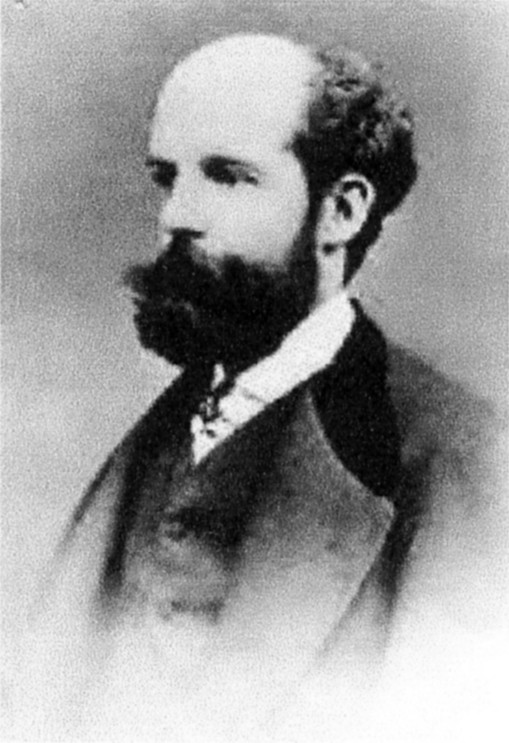
Georges Leclanché

Georges Leclanché (* 9. Oktober 1839 in Parmain, Département Seine-et-Oise; † 14. September 1882 in Paris) war ein französischer Physikochemiker.
Georges Leclanché begann sein Studium in England, kehrte jedoch nach Frankreich zurück um in die École Centrale des Arts et Manufactures (heute École Centrale Paris) einzutreten, wo er 1860 seinen Abschluss machte.
Georges Leclanché erfand das Leclanché-Element, das als Vorläufer der heute üblichen Trockenbatterien gilt und das er 1866 patentieren ließ. Leclanché erhielt im gleichen Jahr eine Bronze-Medaille der Weltausstellung in Paris. Die Batterie wurde von der belgischen Eisenbahn und vom belgischen Telegrafen sofort eingeführt. Leclanché verbesserte die Batterie stetig und 1876 konnte er durch hinzufügen von Stärke das Elektrolyt in ein Gel verwandeln.
Zwischenzeitlich war er nach Paris gezogen, heiratet dort 1873 Gabrielle Clementine-Lannes und wurde Vater von zwei Kindern.
Das Leclanché-Element besteht in der verbesserten Version aus einem Zinkbecher, der mit einer mit Gelatine eingedickten Ammoniumchlorid-Lösung gefüllt ist. In diesen Becher taucht eine Kohleelektrode, die mit gepulvertem Braunstein umhüllt ist.